# Premna coriacea
Premna coriacea là một loài thực vật có hoa trong họ Hoa môi. Loài này được C.B.Clarke miêu tả khoa học đầu tiên năm 1888.

## Hình ảnh

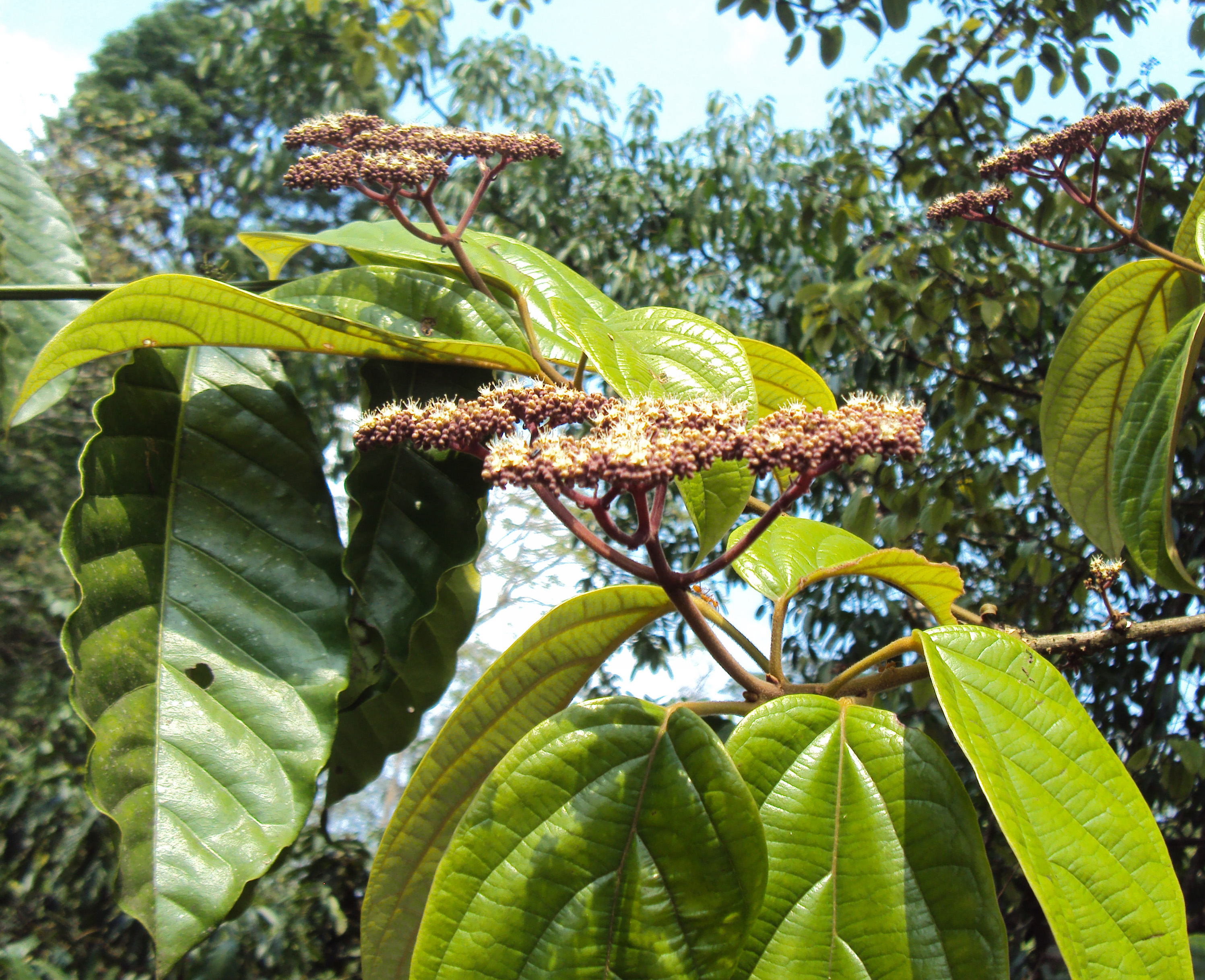
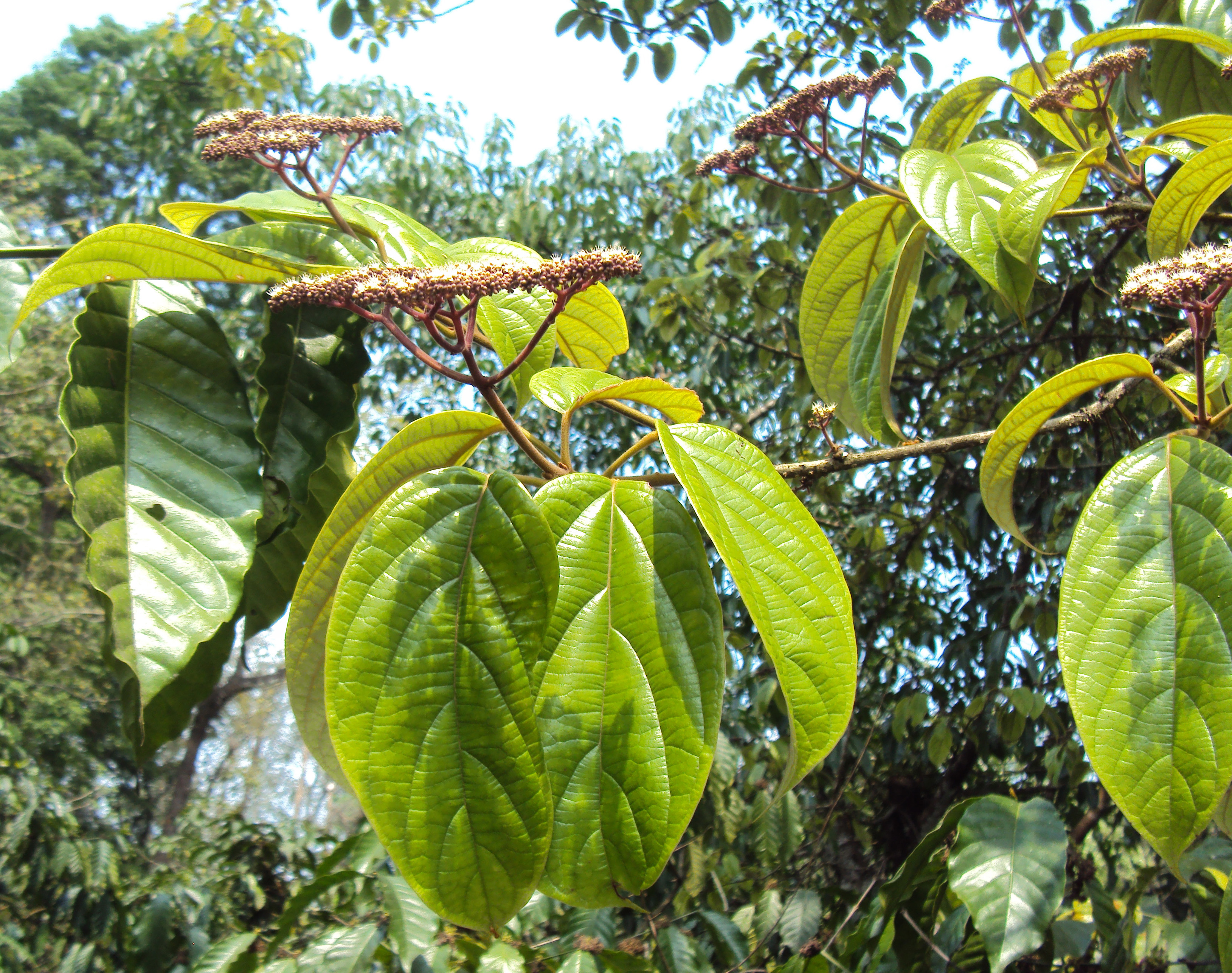
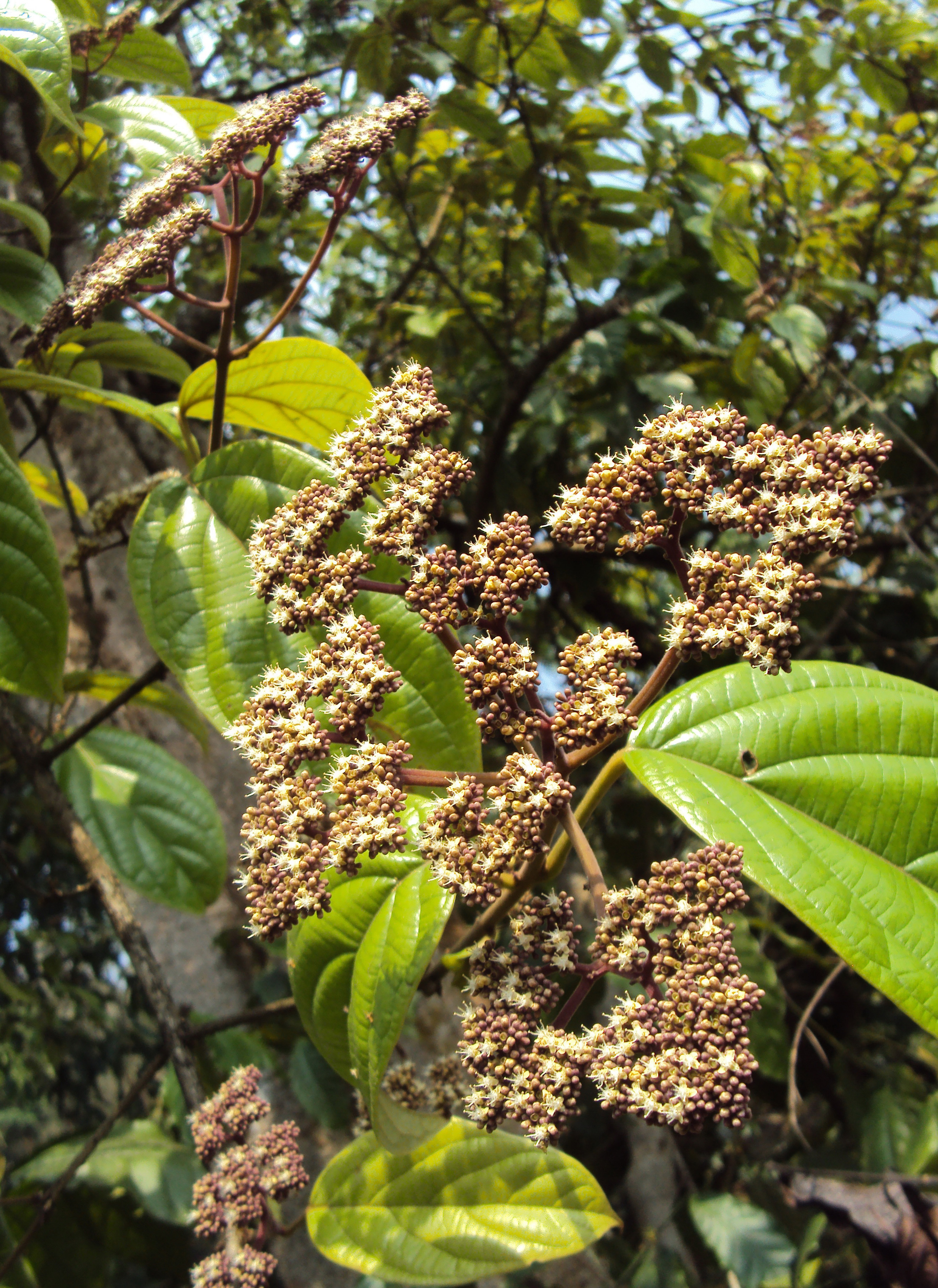
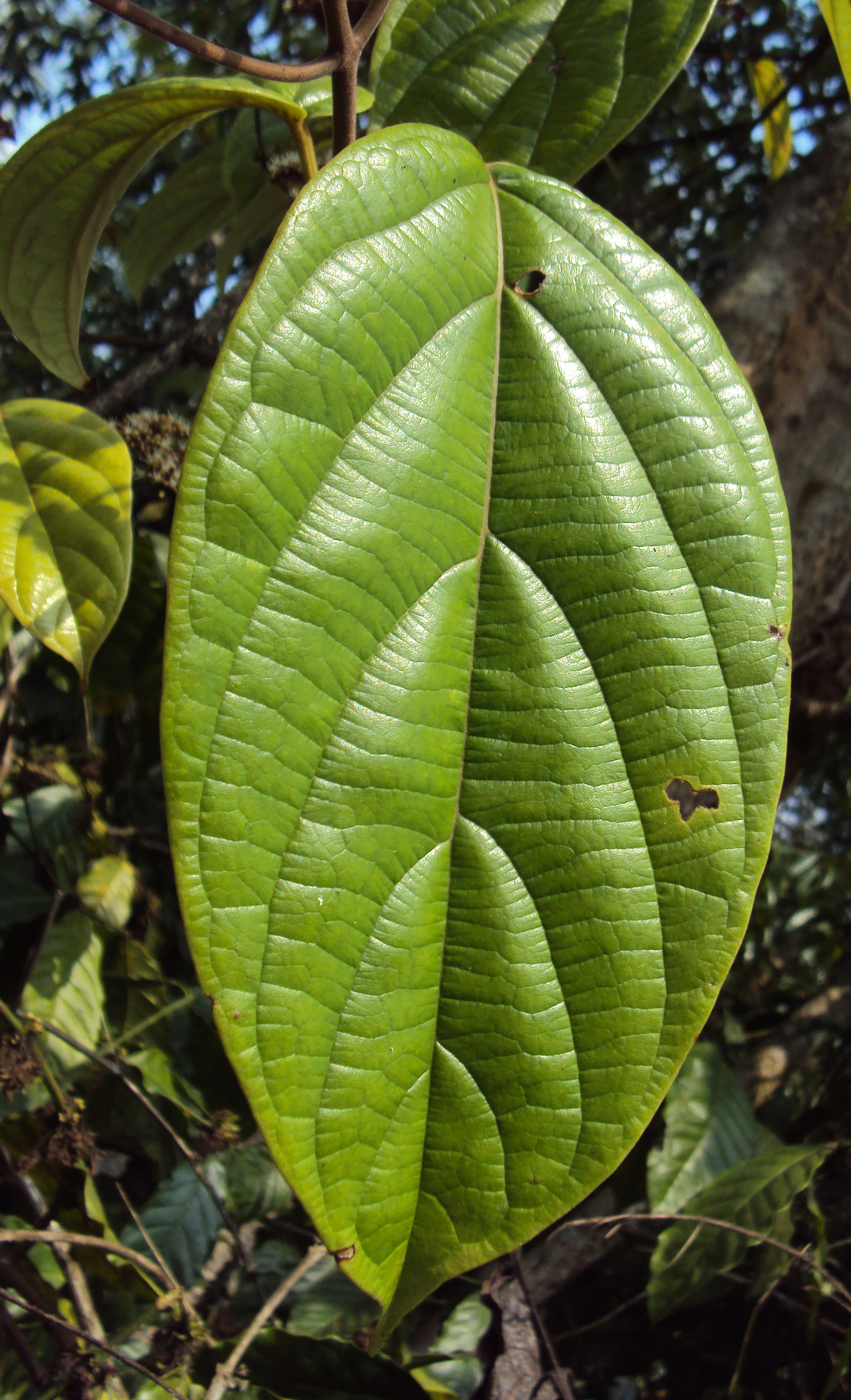